# Тойонака
Тойона́ка (яп. 豊中市, とよなかし, МФА: [tojonaka ɕi̥]?) — місто в Японії, в префектурі Осака.  Входить до списку центральних міст Японії.   Отримало статус міста 1936 року. Площа становить 36,38 км². Станом на 1 липня 2012 року населення складало 391 381  осіб, густота населення — 10 760 осіб/км².     

## Демографія
Згідно з даними перепису населення Японії, населення Тойонака активно збільшувалось до 1975 року, після чого вирівнялось. Станом на 1 жовтня 2020 року населення складає 401 558 осіб, густота населення — 11 035 осіб/км². Чоловіків — 188 931 особа, жінок — 212 627 осіб.

## Історія
Тойонака отримала статус міста 15 жовтня 1936 року.

## Транспорт
- Термінали Міжнародного аеропорту Осака

## Уродженці
- Осафуне Кана (* 1989) — японська футболістка.
- Тедзука Осаму (1928—1989) — японський художник-аніматор, автор коміксів.